# Ивановка (Ивановское сельское поселение)
Ивановка — деревня в Покровском районе Орловской области России. 
Административный центр Ивановского сельского поселения в рамках организации местного самоуправления и административный центр Ивановского сельсовета в рамках административно-территориального устройства.

## География
Расположена в 16 км югу от райцентра, посёлка городского типа Покровское, и в 80 км к юго-востоку от центра города Орёл.

## Этимология названия
Скорее всего происходит от имени помещика Ивана Киреевского, который получил эту землю от своего отца Петра Киреевского. Он вместо того чтобы делить эти земли между 4 сыновьями, отдал одному, старшему Ивану.

## История
Основана деревня была примерно в 1859 г. после крестьянского бунта в соседних деревнях (Смирные, которое тогда называлась Богородицкое, Степанищево). Сразу после Покрова, особо активных крестьян замешанных в волнениях, вместе с семьями начали выселять из своих деревень в чисто поле, где проходила дорога Дросково - Малоархангельск. Так и была основана деревня Ивановка.
До революции в деревнях Ивановка и Ново-Ивановка не имелось никаких образовательных учреждений, близлежащая церковно-приходская школа в д.Степанищевой появилась к 1909 году. При Советской власти, когда Ново-Ивановка стала центром сельсовета, было решено открыть здесь и школу (первой ступени, так это тогда называлось) Позже она несколько раз в послевоенные годы и в наши дни меняла названия: неполная средняя,семилетняя, восьмилетняя и основная общеобразовательная.
В послереволюционное время первые упоминания деревни относятся к 1927 году, когда Орловским губернским статистическим отделом был опубликован справочник по волостям Малоархангельского уезда. В нём в Дросковской волости значатся две деревни: Ивановка и Ново-Ивановка Ивановского сельского совета. В Ивановке на тот момент имелось  27 дворов с 123 жителями, а в Ново-Ивановке 33 двора и 165 человек.
17 января 1969 года Старая и Новая Ивановки были объединены в один населённый пункт под именем Новая Ивановка (Новоивановка). Именно так названа деревня в справочнике 1976 года, где она значится центром сельского совета. За 30 последующих лет приставка «Ново» постепенно исчезла – как в устной речи, так и в документах, и с 28 декабря 2004 года, когда появилось Ивановское сельское поселение, его центром названа уже просто Ивановка.  

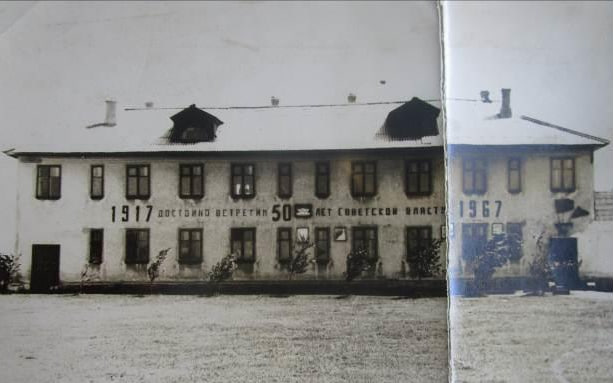
Школа в деревне Ивановка, 1967 год.

В 20-е годы 20 века здесь уже работала школа. По воспоминаниям тогдашнего учителя, а позже и директора Михаила Фёдоровича Ловчикова, оно было чем-то похоже было на сарай, с пристроенным узким, длинным коридором из плетня. Все эти пристройки тоже делались сразу же после освобождения от оккупации фашистами. Сам Михаил, был директором с 1954 по 1988 год. За время его работы директором школа преобразилась и стала одной из лучших в Покровском районе. За свою карьеру он успел построить школьное здание, спортзал, учебные мастерские, пришкольный интернат, столовую и квартиры для учителей, разбил замечательный учебно-опытный участок, выращенные фрукты и овощи с которого использовались для питания учащихся. Со своими учениками местную братскую могилу в 1976 году, Михаил Фёдорович превратил в настоящий мемориал, облагородив её и обсадив аллеями хвойных деревьев. Здесь похоронены 12 воинов, имена 10-х из них остались неизвестными.Чуть позже здесь появился еще один мемориал, на котором были написаны имена уроженцев Ивановского сельского поселения павших во времена Великой Отечественной Войны. Сама школа была закрыта в процессе оптимизации в 2011 году.
Во время войны была занята фашистами, 13 февраля силами 134 СД и 137 СД были освобождены село Моховое и Старая Ивановка.
В 2020 году в Ивановке, после долгого перерыва, появилась «точка роста», перспектива для развития: рядом с администрацией поселения появилось здание нового сельского ФАПа. Будет где получить первичную медицинскую помощь пожилым и старикам и детям Ивановского поселения, не придётся им ездить в Дросково или Покровское даже с небольшими проблемами по здоровью.

## Население
| 2002 | 2010 |
| ---- | ---- |
| 91   | ↘66  |

Согласно результатам переписи 2002 года, в национальной структуре населения русские составляли 98 % от жителей.